# 비비 베렌스
비비 베렌스(Vivi Berens, 1961년 5월 17일 ~ )는 덴마크의 포르노 배우이다.

## 출연 작품
- 1978: Glade nymfer
- 1978: Ung Sex
- 1978: Vivis Dinner
- 1979: Vivi Berens Private